# 长毛山矾
长毛山矾（学名：Symplocos dolichotricha）为山矾科山矾属下的一个种。

## 扩展阅读
- 維基物種上的相關：长毛山矾